# Jägervorstadt
Jägervorstadt (letteralmente "sobborgo dei cacciatori", così denominato perché sorto fuori dall'omonima porta cittadina) è un quartiere della città tedesca di Potsdam.
Prende il nome dalla porta cittadina detta Jägertor.